# Mera (okręg Kluż)
Mera (węg. Méra) – wieś w Rumunii, w okręgu Kluż, w gminie Baciu. W 2011 roku liczyła 1387 mieszkańców.